# Ulpio Minucci
Ulpio Minucci fue un compositor y músico italiano. Creó varios éxitos musicales en la década de 1950, que incluyen Domini, A Thousand Thoughts of You y Felicia. 
También es conocido, sobre todo entre los fanes del manga y el anime, por ser el compositor de los soundtracks instrumentales de la serie Robotech en la década de 1980.
Su hijo es el guitarrista de jazz Chieli Minucci, quién ha grabado varias versiones de canciones de su padre.
Ulpio Minucci murió por causas naturales en Brentwood, Los Ángeles, California el 9 de marzo de 2007.

## Filmografía
- Robotech: The Shadow Chronicles (2006) - tema original
- Robotech: Battlecry (2002) - tema original
- Robotech II: Los Centinelas (1988) - tema original
- Robotech: La película (1986) - tema original
- Robotech: Serie animada (1985) - compositor
- The White Lions (1981) - supervisor de música
- The Day That Shook the World (1975) - director de música
- Saga of Western Man (1964) - compositor